# Ривилис, Павел Борисович
Па́вел Бори́сович Ри́вилис (рум. Pavel Rivilis; 25 мая 1936, Каменец-Подольский — 11 марта 2014, Кишинёв) — молдавский советский композитор, профессор, Народный артист Молдавии (2011).

## Биография
Павел Ривилис родился 25 мая 1936 года в Каменце-Подольском Винницкой области (ныне Хмельницкая область Украины). Его дед, Исай Соломонович Ривилис, проживал в Кишинёве, работал бухгалтером в «Нефтяной компании Нобеля», за революционную деятельность был выслан в Томск, а после Октябрьской революции вместе с семьёй осел в Каменце-Подольском. Отец будущего композитора — Борис Исаевич Ривилис — работал инженером-землеустроителем, мать — Туба Пинхасовна Штерн — была бухгалтером.
С началом Великой Отечественной войны семья эвакуировалась в город Прокопьевск Кемеровской области, где Павел Ривилис пошёл в школу.
6 января 1946 года семья вернулась в Кишинёв, к тому времени ставшим столицей Молдавской ССР. Павел поступил в среднюю специальную музыкальную школу, которую окончил по классу скрипки, фортепиано и композиции. Педагогами Ривилиса были Г. И. Гершфельд (теория музыки), И. Л. Дайлис (скрипка) и А. Д. Гольденфун (фортепиано).
В 1959 году П. Ривилис окончил Кишинёвскую консерваторию по классу композиции, где его преподавателями по сочинению были Л. С. Гуров, В. Г. Загорский, Н. А. Лейб. После окончания консерватории получил возможность принимать участие в семинарских занятиях Дома творчества «Иваново», где познакомился с профессором Московской консерватории Ю. А. Фортунатовым. Эта встреча, переросшая в творческое и дружеское общение, оказалась определяющей в познании высшей школы музыкального искусства.
В 1959—1960 годах преподавал музыкально-теоретические предметы в Слободзейском музыкальном училище, в 1960—1964 годах работал музыкальным редактором в кишинёвском издательстве «Картя молдовеняскэ».
С 1965 по 1974 год преподавал в Кишинёвском институте искусств имени Г. Музическу (впоследствии профессор кафедры теории и композиции Молдавской Национальной Академии театра, музыки и изобразительных искусств), исполнял обязанности старшего консультанта Союза композиторов Молдавии.
С 1974 по 1990 год — член репертуарно-редакционной коллегии Министерства культуры Молдавской ССР.
С 1991 года вёл класс сочинения, инструментовки, чтения партитур и истории оркестровых стилей Молдавской Национальной Академии музыки, театра и изобразительных искусств.
С 1980 года неоднократно принимал участие в работе «Ивановского» семинара в качестве музыкального руководителя, в работе семинара молодых композиторов Казахстана в Доме творчества композиторов «Таутургень» в качестве музыкального руководителя.
Среди учеников Павла Ривилиса молдавские музыканты и композиторы Ион Алдя-Теодорович, Владимир Чолак, Анатолий Кирияк, Валентин Дони, Снежана Пысларь, Вадим Попов, Влад Бурля, Сергей Рошка, Геннадий Левит, Павел Гамурарь.
Скончался 11 марта 2014 года, похоронен на Центральном (Армянском) кладбище в Кишинёве.

## Творчество
Сочинения Павла Ривилиса неоднократно исполнялись в Великобритании, Нидерландах, Израиле, Венгрии, Болгарии, Польше, Румынии, а также в Москве, Киеве, Риге, Таллине, Одессе, Саратове, Ульяновске.
Среди сочинений Павла Ривилиса — опера «Дзелика» на либретто П. Резникова по мотивам сказок Карло Гоцци (совместно с Валерием Сырохватовым, 1958), «Скерцо» для симфонического оркестра (1957), симфоническая поэма «Апофеоз войны» (1958), симфония № 1 (1961), симфония № 2 «Детская» (1965), симфонические танцы (1969), концерт (1971), четыре пьесы «Унисоны» (1973), сюита (1977), «Бурдоны» (две поэмы, 1984), «Стихира» (Canticle, 1996), Konzertstuck (1998); «Оляндра» (1955), шесть пьес (1963) и сюита (1966) для скрипки и фортепиано, вариации (1955) и багатели (1966) для фортепиано, соната для фортепиано, соната для соло альта (1962), транскрипция для оркестра «Чаконы» Баха, песни на стихи молдавских поэтов, музыка для театра и кино.
Ряд сочинений Павла Ривилиса («Симфонические танцы», оркестровая транскрипция «Чаконы» Баха, «Бурдоны» — две поэмы для оркестра, «Стихира» — для симфонического оркестра) были включены в программы консерваторских спецкурсов:
- Московская консерватория имени П. И. Чайковского, кафедра инструментовки, лекции профессора Ю. А. Фортунатова, профессора И. А. Барсовой
- Музыкальная Академия имени Гнесиных, кафедра полифонии и спецанализа, лекции доктора искусствоведения, профессора Э. П. Федосовой
- Киевская государственная консерватория имени П. И. Чайковского, кафедра инструментовки, лекции профессора Л. Н. Колодуба
- Ереванская консерватория имени Комитаса, кафедра теории музыки, лекции профессора М. Кокжаева
- Алма-Атинская государственная консерватория, кафедра теории и композиции, лекции профессора А. Бычкова

## Семья
- Жена — Фаина Максимовна Рабинович, инженер-конструктор[12].
  - Дочь — Юлия Павловна Ривилис, молдавская пианистка, заслуженная артистка (рум. Maestru în Artă) Республики Молдова (1998), доцент кафедры общего фортепиано Академии музыки, театра и изобразительных искусств имени Г. Музическу.

## Нотные издания
- Оляндра. Кишинёв: Картя молдовеняскэ, 1961.
- Соната для альта соло. Кишинёв: Картя молдовеняскэ, 1964.
- Детская симфония, соч. 10. М.: Советский композитор, 1968.
- Сюита для скрипки и фортепиано. М.: Советский композитор, 1972.
- Симфонические танцы. Op. 12. Москва: Советский композитор, 1973.
- Унисоны: четыре пьесы для оркестра. М.: Музыка, 1976.
- Бурдоны: две поэмы для оркестра. Москва: Советский композитор, 1989.

## Книжные издания
- П. Ривилис, А. Стырча. Antologie de cântece sovietice moldoveneşti = Антология советской молдавской песни. Кишинёв: Картя молдовеняскэ, 1968.[13]

## Дискография
- Пять песен для симфонического оркестра: Василе Загорский, Тимофей Гуртовой, Павел Ривилис. Государственный симфонический оркестр Молдавской ССР. Долгоиграющая грампластинка. М.: Мелодия, 1968.
- Composers from the Republic of Moldova: Ștefan Neaga, Vasile Zagorschi, Pavel Rivilis, Gheorghe Neaga, Ghenadie Ciobanu. Compact Disc. Czechoslovakia: National Commission of the Republic of Moldova for UNESCO, 1998.